# Cavino (San Giorgio delle Pertiche)
Cavino è una frazione del comune di San Giorgio delle Pertiche in provincia di Padova.

## Origine del nome
Il suo nome deriva dalla particolare configurazione del suolo, ai margini del Graticolato romano. Il "cavino" è infatti uno scolo che raccoglie l'acqua piovana dei paesi limitrofi, e principalmente da Arsego. Ancora oggi è diffuso localmente il termine "cain de Arsego" (in dialetto veneto).

## Geografia
Confina con i paesi di Campodarsego, Tavo, Curtarolo, Arsego e San Giorgio delle Pertiche.
Morfologicamente è situato in pianura, senza fiumi o canali di comunicazione di particolare rilievo.

## Storia
La Parrocchia è di recente costituzione; 1941 è infatti l'anno in cui diventa autonoma, e prende il nome di "Parrocchia del Sacro Cuore di Gesù". Prima della costruzione della sua Chiesa, esisteva solamente un antico sacello dedicato alla Madonna Addolorata. Importante è ricordare che negli anni dell'ultima guerra mondiale la chiesa, per l'appunto appena eretta, ha ospitato le urne di San Gregorio Barbarigo e di Giordano Forzatè, traslate per motivi di sicurezza dalla cattedrale di Padova. Finita la guerra furono riportate nella stessa cattedrale e, in quel mentre, si stava costruendo la prima scuola materna del paese di Cavino; per questo motivo, si scelse di dedicarla allo stesso San Gregorio Barbarigo.
La via centrale del Paese è dedicata a Giovanni da Cavino (1500-1570), importante medaglista e coniatore di monete nato a Padova da famiglia cavinese.
Sviluppatosi principalmente nel secolo scorso, non ha elementi quali opere d'arte o monumenti di interesse storico. Solo i nomi delle vie principali danno un contributo storico per uno studio della zona; esse infatti si trovano nei testi e nei catasti napoleonici.

## Manifestazioni
La sagra paesana si tiene la seconda domenica di giugno, particolare interesse per le sculture scolpite nel legno, realizzate direttamente in piazza da artisti del luogo.